# Мухаммад Идрис ас-Сануси
Мухаммад Идрис ибн-Мухаммад аль-Махди ас-Сануси (араб. محمد إدريس السنوسي‎; 12 марта 1890, Аль-Джагбуб — 25 мая 1983, Каир) — шейх тариката санусия (1918—1969), эмир Киренаики в 1914—1922 и 1949—1951, король Ливии (1951—1969).

## Биография
Идрис родился 12 марта 1889 года в г. Джагбубе в Киренаике. Сын верховного вождя сенусситов Мухаммада аль-Махди ас-Сануси, внук основателя мусульманского ордена сенуситов Мухаммада ибн-Али ас-Сануси (ас-Сенусси). Семья Идриса утверждала, что ведет происхождение от Пророка Мухаммеда по линии его дочери Фатимы.

### Детство
Идриса воспитывали его бабушка по материнской линии и отец, которые подготовили его к религиозному лидерству.
К концу XIX века орден сенусситов установил свою власть в Киренаике, объединив ее племена, контролируя паломничество и торговые маршруты, и собирая налоги.

### Восстание сенусситов
С юных лет Мухаммад Идрис принимал участие в боевых действиях против турок, а с 1911 года — против вторгшихся в Ливию итальянцев. В 1913 году Мухаммад Идрис сумел, при поддержке Омара аль-Мухтара, окружить контингенты турецкого главнокомандующего Нури-бея в городе Адждабия на востоке страны — и вынудил того покинуть Ливию. Вскоре Мухаммад Идрис назначил Омара назиром (инспектором) в районы Эль-Абъяра и Такнис.
В 1913—1914 годах Мухаммад Идрис совершил паломничество в Мекку. После возвращения был в 1916 г. провозглашён эмиром Киренаики.
В годы Первой мировой войны пытался «навести мосты» с британцами. Заключил в 1917 году пакет соглашений с итальянским командованием в Ливии, в соответствии с которыми признавался суверенитет Мухаммада Идриса над неоккупированной территорией Киренаики и прекращались военные действия между итальянскими войсками и ливийскими отрядами.
После того, как итальянская армия вторглась в Киренаику в 1913 году в рамках их более широкого вторжения в Ливию, орден сенусситов взялся за оружие. Когда лидер ордена Ахмад Шариф ас-Сануси отказался от своей должности, его место занял Идрис, который был его двоюродным братом. Под давлением Османской империи Ахмад Шариф ас-Сануси устраивал вооруженные нападения на британские силы, расположенные в соседнем Египте. Став главой ордена, Идрис прекратил атаки на британцев . Вместо этого он заключил тайный союз с англичанами, который продлился полвека и придал его ордену де-факто дипломатический статус. Ряд авторов утверждает, что в 1928 г. Омар аль-Мухтар стал официальным главой Сенуситского братства. Однако это не так, ибо de jure Мухаммад Идрис непрерывно руководил орденом на протяжении 1918—1969 гг.
Используя англичан в качестве посредников, Идрис сумел привести орден сенусситов к переговорам с итальянцами в июле 1916 года . В результате были подписаны два соглашения: Аль-Зувайтина в апреле 1916 года и Акрама в апреле 1917 года .
Итогом данных договоров было то, что итальянцы большую часть внутренней Киренаики передали под контролем ордена сенусситов . Отношения между орденом сенусситов и созданной в ноябре 1918 г. Триполитанской Республикой были ожесточенными. Сенусситы попытались военным путем расширить свою власть в восточной части Триполитании, в результате чего началась жестокая битва при Бани-Валиде, в ходе которой сенусситы были вынуждены отступить обратно в Киренаику.

### Сенусситы против колониальной политики Италии
В конце Первой мировой войны Османская империя подписала соглашение о перемирии, в котором османы уступили свои претензии на Ливию Италии. Однако Италия столкнулась с серьезными экономическими, социальными и политическими проблемами внутри страны и не была готова возобновить военную деятельность в Ливии. Рим издал устав, известный как «Legge Fondamentale», которое касалось Триполитанской Республики (июнь 1919 г.) и Киренаики (октябрь 1919 г.). Они привели к компромиссу, благодаря которому все ливийцы получили право на совместное ливийско-итальянское гражданство, в то время как каждая провинция имела свои собственный парламент и руководящий совет. Сенусситы были в значительной степени довольны этой договоренностью, и Идрис посетил Рим в рамках празднования обнародования урегулирования. В октябре 1920 года дальнейшие переговоры между Италией и Киренаикой привели к «Соглашению аль-Раджма», в котором Идрису было присвоено звание эмира Киренаики и разрешено автономно управлять оазисами вокруг Куфра, Джалу, Джагбуба, Авджилы и Адждабии. В рамках соглашения Идрис получал ежемесячное жалованье от итальянского правительства, которое согласилось взять на себя ответственность за полицейскую деятельность и управление районами, находящимися под контролем Сенусситов. Соглашение также предусматривало, что Идрис должен выполнить требования «Legge Fondamentale», распустив воинские части Киренаикани, однако Идрис не стал выполнять данный пункт соглашения. К концу 1921 года отношения между орденом Сенусситов и итальянским правительством снова ухудшились.
В 1921 г. Идрис был провозглашён эмиром всей Ливии. После прихода в Италии к власти фашистов и возобновления ими боевых действий в Ливии Мухаммад Идрис эмигрировал (в 1923 году) в Египет. Он назначил Омара аль-Мухтара главой «Центральной организации Киренаики», в которую входили вожди племён этого региона.
После смерти лидера Триполитании Рамадана ас-Сувейхили в августе 1920 года в республике началась гражданская война. Многие лидеры племен в регионе признали, что это противоречие ослабляет шансы региона на полную автономию от Италии, и в ноябре 1920 года они встретились в Гарьяне, чтобы положить конец насилию. В январе 1922 года они согласились просить Идриса распространить власть эмирата Киренаика на Триполитанию, чтобы обеспечить стабильность; 28 июля 1922 года они представили официальный документ с этой просьбой. Советники Идриса разделились во мнении, должен был ли он принять данное предложение или нет. Это противоречило бы «Соглашению аль-Раджма» и повредило бы отношения с итальянским правительством, которое выступало против политического объединения Киренаики и Триполитании. В ноябре 1922 года Идрис согласился на это предложение.

### Вторжение Италии и эмиграция Идриса (1922—1951)
После соглашения эмир Идрис опасался, что Италия — при ее новом лидере Бенито Муссолини — в военном отношении ответит сенусситам, и поэтому в декабре 1922 года он отправился в изгнание в Египет . Вскоре началось итальянское завоевание Ливии, и к концу 1922 года единственное эффективное антиколониальное сопротивление оккупации было сконцентрировано во внутренних районах Киренаики. Итальянцы покорили ливийский народ; домашний скот Киренаики был уничтожен, значительная часть его населения была интернирована в концентрационные лагеря, а в период с 1930 по 1931 год итальянской армией было казнено около 12 000 жителей Киренаики. Итальянское правительство провело политику «демографической колонизации», согласно которой десятки тысяч итальянцев были переселены в Ливию, в основном для создания фермерских хозяйств. .
После начала Второй мировой войны в 1939 году Идрис, в надежде избавить свою страну от итальянской оккупации, поддержал Великобританию, которая находилась в состоянии войны с Италией. Идрис утверждал, что даже если бы итальянцы одержали победу, ситуация для ливийского народа была бы такой же, как до войны. Делегаты и от Киренаики, и от Триполитании согласились с тем, что Идрису следует заключить соглашения с англичанами о том, что они получат независимость в обмен на поддержку во время войны. В частном порядке Идрис не продвигал идею независимости страны, вместо этого предложив британцам идею протектората Ливия, наподобие Трансиордании.
В 1940 году Мухаммад Идрис сформировал из проживавших в Египте ливийцев воинское подразделение («Ливийские арабские силы»), состоявшая из пяти пехотных батальонов, и участвовавшие в освобождении Ливии от немецко-итальянских контингентов. За исключением одного военного столкновения вблизи Бенгази, роль этих сил не выходила за рамки обязанностей поддержки правопорядка и жандармерии.
После разгрома итальянских войск, Ливия осталась под военным контролем британских и французских войск. Они управляли данным районом до 1949 года в соответствии с Гаагской конвенцией 1907 года. В 1946 году был создан Национальный конгресс, чтобы заложить основу для независимости; в конгрессе доминировали представители ордена сенусситов. Под давлением Великобритании и Франции Италия отказалась от своих притязаний на суверенитет над страной в 1947 году , хотя все еще надеялась, что ей будет разрешено попечительство над Триполитанией. Европейские державы разработали план Бевина-Сфорца (7 мая 1949 г.), который предполагал, что Франция сохранит десятилетнюю опеку в Феццане, Великобритания в Киренаике и Италия в Триполитании. После того, как план был опубликован в мае 1949 года, они вызвали яростные демонстрации в Триполитании и Киренаике и вызвали протесты со стороны Соединенных Штатов, Советского Союза и других арабских государств .

### Ливия в преддверии обретения независимости (1949—1951)
После Второй мировой войны ситуация складывалась в пользу национальных сил Ливии, при большом давлении западных держав, стремившихся сохранить своё влияние на страну. Таким образом, на обстановку внутри страны в свою очередь оказывали громадное давление внешние силы, не желавшие уступать свои позиции в Ливии. Английская и французская колониальные администрации внутри страны, и ведущие мировые державы на международной арене, ведя борьбу за свои интересы, делали все возможное, чтобы оттянуть предоставление Ливии независимости и это стало особенно резко проявляться после того, как в стране была обнаружена нефть.
Мухаммаду Идрису приходилось вести свою политику лавирования с учетом интересов мировых держав (США, Великобритании и Франции), но основную ставку он сделал на Англию. Во время переговоров в Лондоне он получил согласие Англии на провозглашение независимой Киренаики и последующего присоединения к ней Триполитании в рамках Ливийской федерации под его властью и на проведение соответствующих мероприятий.
В сентябре 1948 года вопрос о будущем Ливии был вынесен на Генеральную Ассамблею Организации Объединенных Наций, которая отвергла принципы плана Бевина-Сфорцы, вместо этого указав на поддержку полной независимости. В то время ни Великобритания, ни Франция не поддерживали принцип объединения Ливии, и Франция стремилась сохранить колониальный контроль над Феццаном. В 1949 году британцы в одностороннем порядке объявили, что они покинут Киренаику и предоставят ей независимость под контролем Идриса; тем самым они верили, что Киренаика останется в их собственной сфере влияния. Точно так же Франция создала временное правительство в Феццане в феврале 1950 года.
На IV сессии Генеральной Ассамблеи ООН рассматривался вопрос о предоставлении независимости Ливии. Англия потребовала признания «независимой Киренаики», создания аналогичного режима в Триполитании и поддержки притязания Франции на Феццан (Феззан). Проект резолюции США предусматривал предоставление Ливии независимости через три года, в течение которых право управления оставалось за Англией и Францией.
21 ноября 1949 г. решением ООН в Ливии был назначен специальный комиссар «в целях содействия… в выработке конституции и сформирования независимого правительства», как об этом было записано в пункте 4 резолюции № 289 ГА ООН. Им стал шведский экономист А. Пельт, столкнувшийся, как он потом признал в своих мемуарах, «с противодействием Англии и Франции созданию единой Ливии».
На V сессии ГА ООН (сентябрь-ноябрь 1950 г.) СССР предложил проект резолюции, предусматривавший объединение — Киренаики, Триполитании и Феццана — в единое государство и ликвидацию военных баз.
Решения Генеральной Ассамблеи ООН по Ливии не препятствовали Англии, Франции и США проводить свою политику. В таких условиях им пришлось искать новые пути для сохранения своего господства в этой стране. Отсюда и возникла идея федеративного государственного устройства с монархической формой правления, с помощью которого Запад обеспечивал свои интересы через ведущую роль киренаикских лидеров.
2 декабря 1950 г. Национальное собрание Киренаики одобрило эту идею. Была принята резолюция об учреждении «демократического, федеративного, независимого и суверенного государства, формой правления которого будет конституционная монархия». Согласно другой резолюции Мухаммад Идрис ас-Сенуси провозглашался королём Ливии Идрисом I. 6 декабря 1951 г. А. Пельт информировал ООН, что английские и французские администрации начали передачу власти временному ливийскому правительству и что Ливия будет провозглашена независимым государством 1 января 1952 г..
И Соединенное Королевство, и Соединенные Штаты, которые стремились предотвратить какой-либо рост советского влияния в южной части Средиземного моря, по своим собственным стратегическим причинам поддержали данное решение. Как считали в Лондоне и Вашингтоне, они могли создать военные базы в независимом ливийском государстве, сочувствовавшем их интересам, но они не смогли бы сделать это, если бы Ливия перешла под опеку ООН . Триполитанцы — в основном объединенные под руководством Селима Мунтассера и «Объединенного национального фронта» — согласились с этим планом, чтобы избежать дальнейшего европейского колониального господства. Концепция Королевства была чуждой ливийскому обществу, где приверженность семье, племени и региону — или, поочередно, глобальному мусульманскому сообществу — была гораздо сильнее, чем любая концепция ливийской государственности.

### Король Объединённого Королевства Ливия (1951—1969)
В ноябре 1947 года Мухаммад Идрис вернулся на родину и вскоре объявлен также эмиром Триполитании.
Процесс создания органов государственного управления начался в Ливии более чем за год до провозглашения независимости. В ноябре 1950 г. было образовано Национальное учредительное собрание, в состав которого вошли по 20 депутатов от каждой провинции — Триполитании, Киренаики и Феццана. В ее задачи входила разработка конституции и закона о выборах в Национальное собрание.
В марте 1951 года были созданы местные временные правительства для Триполитании и Феццана по той же схеме, что и те, которые уже существовали в Киренаике. Следующим шагом было создание временного федерального правительства.
2 декабря 1950 года Учредительное собрание Ливии постановило избрать Мухаммада Идрис ибн-Мухаммад аль-Махди ас-Сануси королём Ливии. Официально Идрис был провозглашён королём 24 декабря 1951 года, когда Ливия была официально объявлена суверенным независимым государством.
10 сентября 1951 года Национальное учредительное собрание начало обсуждать проект конституции, но оно не смогло добиться прогресса. Место встречи было перенесено из Триполи в Бенгази, которое состоялось 29 сентября.
В преддверии получения независимости, в целях работы над проектом конституции был составлен Консультативный совет из 10 членов — представителей США, Англии, Франции, Италии, Египта, Пакистана и четырех ливийцев. Помощь иностранных экспертов в подготовке проекта конституции и отсутствие конституционного опыта у самих ливийцев обусловили механическое копирование Ливией структуры западных государственно-правовых институтов и попытку приспособить ее к монархической форме правления..
7 октября 1951 года учредительное собрание приняла первую конституцию Ливии, избрав монархическую форму правления. Но были и те, кто был не согласен с позицией Идриса относительно выбора формы правления для Ливии. Так, в 1952 году Идрис I выслал из страны основателя и лидера партии «Ливийский национальный конгресс» Башира эль-Саадави, который выступал за установление республиканского правления.
24 декабря 1951 г. Мухаммад Идрис ас-Сенуси из дворца Аль-Манар в Бенгази объявил о создании Соединенного Королевства Ливии, и о вступлении в силу конституции. Новое государство было быстро признано. В телеграмме советского министра иностранных дел от 1 января 1952 г. на имя главы ливийского правительства содержались «пожелания успехов и процветания народу Ливии».. В стране проживало около миллиона человек, большинство из которых составляли арабы, а также меньшинства, представленные разными этническими группами: берберы, тубу, сефардские евреи, греки, турки и италоливийцы.
Новообразованное государство столкнулось с серьезными проблемами; в 1951 году Ливия была одной из беднейших стран мира . Большая часть инфраструктуры Ливии была разрушена во время войны, в стране практически не было торговли, был высок уровень безработицы, уровень детской смертности достиг 40 %, а уровень неграмотности 94 %. Только 1 % территории Ливии было пахотным, а еще 3-4 % использовались для пастбищного земледелия. Несмотря на то, что все три провинции были объединены в рамках единого Королевства, у каждой из них были свои устремления.
Конституция 1951 года установила федеральную систему правления с центральной властью во главе с королем Идрисом I, премьер-министром и советом министров, а также двухпалатным законодательным органом, состоявшим из 103 избранных членов Палаты депутатов и половины назначенных депутатов, а также половины избранных 24 членов Сената. Первые выборы были проведены 19 февраля 1952 года, через месяц после обретения независимости.
Королевство было создано в соответствии с федеральными принципами, на чем настаивали представители Киренаика и Феццана, опасаясь, что в противном случае над ними будет доминировать Триполитания, где проживало две трети населения Ливии. Напротив, триполитанцы в значительной степени выступали за унитарное государство, полагая, что оно позволит правительству действовать более эффективно в национальных интересах, и опасаясь, что федеральная система приведет к дальнейшему господству Великобритании и Франции в Ливии. В трех провинциях были свои законодательные органы, в то время как власть Феццана полностью состояла из выборных должностных лиц, властная бюрократия Киренаики и Триполитании состояла как из избранных, так и неизбранных представителей. Данная конституционная основа оставила Ливию со слабым центральным правительством и сильной провинциальной автономией. Правительства сменявших друг друга премьер-министров пытались проводить экономическую политику, но в этом им мешали разные провинции. Между Киренаикой и Триполитанией сохранялось стойкое недоверие. Бенгази и Триполи были назначены совместными столицами, а парламент страны перемещался между ними. Город Эль-Байда также стал де-факто летней столицей, когда туда переехал король Идрис I.
При Мухаммаде Идрисе экономика Ливии пережила стремительный рост благодаря разработке нефти; доход приносила и американская военная база. Во внешней политике Мухаммад Идрис I ориентировался на Великобританию и США, чем возмущал арабских националистов и панарабистов. Не имея наследника мужского пола, Мухаммад Идрис I в 1956 году провозгласил наследником престола племянника (сына брата) — Сейид Хасан ар-Рида аль-Махди ас-Сенусси. Со временем, ввиду ухудшения здоровья старого короля, принц Хасан ар-Рида всё чаще стал выполнять функции регента.
25 марта 1965 года король Идрис I принял отставку Али Сахли с поста главы королевского дивана и назначил на эту должность ушедшего 20 марта в отставку с поста премьер-министра убежденного монархиста Махмуда аль-Мунтасира.

### Внутренняя политика
По словам репортера Джонатана Бирмана, король Идрис I был «номинально конституционным монархом», но на практике был «духовным лидером с автократической светской властью», при этом Ливия была «монархической диктатурой», а не конституционной монархией или парламентской демократией. Новая конституция предоставила Идрису I значительные полномочия, и он оставался ключевым игроком в политической системе страны вплоть до свержения монархии. Идрис I правил через дворцовый кабинет, а именно свой королевский диван, в который входили шеф-повар, два заместителя и старшие советники. Этот диван работал в консультации с федеральным правительством над определением политики ливийского государства.
Во внутренней политике Мухаммад Идрис I добивался подавления инакомыслия в стране, всеми способами препятствуя участию оппозиции в работе правительственных органов. На региональном уровне он с помощью умелых манёвров нейтрализовал действия стран арабской Лиги, которые не всегда одобряли политические шаги эмира. На международном уровне он выторговывал форму федерации и трон Ливии для себя, заплатив за это высокую цену: доля американцев в этой сделке — авиационная база, французов — стратегические пункты Феццана. Италия получала льготы в торговле с Ливией, ей удалось стабилизировать положение своих граждан и закрепить захваченную ими ранее собственность.
Король Идрис I был скромным и набожным мусульманином; он отказался дать разрешение на размещение своего портрета на национальной валюте, а также настаивал на том, чтобы в его честь не называлось ничего, кроме аэропорта «Триполи Идрис». Режим Идриса I вскоре запретил политическим партиям работать в стране, заявив, что они усугубляют внутреннюю стабильность. С 1952 года все кандидаты на выборах выдвигались правительством. В 1954 году премьер-министр Мустафа Бен Халим предложил преобразовать Ливию из федеральной системы в унитарную и провозгласить Идриса пожизненным президентом. Идрис признал, что это решит проблемы, вызванные федерализмом, и положит конец интригам в семье Сенусси, некоторые представители которой стремились занять трон. Король попросил Бен Халима подготовить официальный проект этих планов, но идея была отклонена из-за противодействия киренаикских племенных вождей.
В апреле 1963 года король Идрис I упразднил федеративное устройство страны, тем самым сделав Ливию унитарным государством. По поводу ликвидации федеральной системы король подчеркнул, что достижение полного единства Ливии — это великая национальная победа. Были упразднены как провинциальные законодательные собрания, так и провинциальные судебные системы. Это позволило королю сконцентрировать экономическое и административное планирование на централизованном национальном уровне, и с тех пор все налоги и доходы от нефти направлялись напрямую центральному правительству.
В рамках этой реформы «Соединенное Королевство Ливии» было переименовано в «Королевство Ливия». Эта реформа не пользовалась популярностью среди многих провинций Ливии, где их власть была ограничена. По словам историка Дирка Вандевалле, это изменение было «самым важным политическим актом во время ливийской монархии». Реформа предоставила Идрису I гораздо большую политическую власть, чем он имел ранее. К середине 1960-х Идрис начал все больше отказываться от активного участия в управлении страной.
В мае 1969 года корреспондент «Associated Press» Алиан Джекс писал из Ливии, что огромное нефтяное богатство, вливающееся в страну, создало «новый денежный класс, который тратит свободно и не всегда разумно». Но он сказал, что до сих пор они держались подальше от правительства и имели небольшое политическое влияние.

### Вопрос об иностранных военных базах в Ливии
22 марта 1964 года король Идрис I уступил мольбам членов правительства и снял свое предложение об отречении от престола. Согласно заявлению правительства, переданному поздно вечером, 74-летний монарх передумал отказаться от трона после апелляций премьер-министра Махмуд аль-Мунтасира и публичных демонстраций лояльности вокруг королевской резиденции в Тобруке. В заявлении говорилось, что политические лидеры сделали все возможное, чтобы убедить короля в том, что стране по-прежнему необходимы его «мудрое руководство и ценный совет».
Король Идрис I объявил о своем желании отречься от престола ранее в тот же день. Как утверждалось, заявление монарха было продиктовано только его преклонным возрастом, а не неудовлетворенностью правительством М. аль-Мунтасира, которое находилось под сильным давлением оппозиции, которая добивалась скорейшего закрытия военных баз Соединенных Штатов и Великобритании в Ливии.
Данную ситуацию правительство обсудило на специальном совместном заседании парламента в Эль-Байда. Ливия уже предложила американцам начать переговоры о расторжении договоренностей по военным базам. Госдепартамент США выразил готовность начать переговоры в любое время. Шаги Ливии по ликвидации иностранных военных баз последовали за выступлением 22 февраля президента Объединенной Арабской Республики Гамаля Абдель Насера. В этой речи Насер призвал Ливию покончить со всеми иностранными базами, как это сделали Египет, Ирак и Тунис.
На следующий день ливийский кабинет выпустил прокламацию, в которой говорилось, что Ливия «не имеет намерения» продлевать соглашения по военным базам с Великобританией и США. 9 марта, после давления в прессе и оппозиции в парламенте, премьер-министр М. аль-Мунтасир подтвердил эту позицию в официальном заявлении правительства. Вскоре парламент из 55 депутатов принял резолюцию о базах, которые к тому времени ежедневно подвергались критике в оппозиционной прессе. В постановлении правительства содержался призыв к «немедленным» переговорам о расторжении соглашений.
Посол США в Ливии Эдвин Алан Лайтнер срочно вылетел из Триполи в Эль-Байду. Ожидалось, что он даст премьер-министру официальный ответ Соединенных Штатов на запрос о переговорах.

### Внешняя политика
Великобритания, по договору от 20 июля 1953 года, получила почти неограниченное право использовать в военных целях порты и аэродромы Ливии, создала ряд военных баз, полигонов и центров, за что выплачивала ливийскому правительству ежегодно 3,25 млн.фунтов стерлингов. Против сохранения иностранных военных баз в Ливии выступал Советский Союз.
Американцы на основании соглашения от 9 сентября 1954 г. оставили за собой самую большую на севере Африки военно-воздушную базу «Уилус-Филд», близ Триполи, которой они владели с 1945 года, а также опутали ливийскую территорию целой сетью постов и взлетно-посадочных площадок. За это американцы обязались заплатить в течение 20 лет 40 млн.долларов, но в связи с протестами ливийской общественности в 1955 году увеличили платежи до 10 млн.долларов ежегодно. Согласно такому же «договору», заключенному 10 августа 1956 года, Франция тоже оставила свои войска на юге Ливии и продолжала использовать имевшиеся и строить новые аэродромы и базы (их всего у французов было 27, в том числе в Себхе, Гате, Гадамесе и др.).
При короле Идрисе I Ливия оказалась в сфере влияния Запада. Он стал получателем западной помощи; к концу 1959 года Триполи получил более $100 миллионов помощи от Соединенных Штатов, являясь тем самым крупнейшим получателем американской помощи на душу населения. Компании США также играли ведущую роль в развитии ливийской нефтяной промышленности. Эта поддержка предоставлялась на условиях «quid pro quo», а взамен Ливия предоставила Соединенным Штатам и Соединенному Королевству использование авиабазы «Уилус-Филд» и авиабазы «Эль-Адем» . Эта зависимость от западных стран поставила Ливию в противоречие с растущими националистическими и социалистическими настроениями в арабском мире. Арабские националистические настроения, пропагандируемые «Радио Каира», нашли особенно восприимчивую аудиторию в Триполитании. В июле 1967 года в Триполи и Бенгази вспыхнули антизападные бунты, которые были направлены против поддержки Западом Израиля в Шестидневной войне. Многие нефтяники по всей Ливии объявили забастовку в знак солидарности с арабскими силами, которые боролись с Израилем.
Наряду с этим, западные державы укрепили свои экономические позиции в Ливии, а после того, как в конце 1950-х годов была найдена нефть, туда устремились иностранные нефтяные концерны. К 1960 году только американские капиталовложения в нефтепромышленность Ливии достигли $350 млн.

### Экономическая политика
В 1950-х годах ряд иностранных компаний начали разведку нефти в Ливии, когда правительство страны приняло Закон о полезных ископаемых (1953 г.), а затем Закон о нефти (1955 г.) для регулирования этого процесса . Нефть в Ливии была обнаружена в 1959 году. Закон 1955 г. создал условия, которые позволили небольшим нефтяным компаниям вести бурение наряду с более крупными корпорациями; каждая концессия имела низкую вступительную плату, при этом арендная плата значительно увеличивалась только после восьмого года бурения. Это создало атмосферу конкуренции, которая мешала какой-либо одной компании стать монополистом в нефтяной деятельности, хотя и имела обратную сторону, которая побудила компании производить как можно больше нефти в кратчайшие сроки. Нефтяные месторождения Ливии обеспечивали быстрорастущий спрос в Европе, и к 1967 году она поставляла треть нефти, поступавшей на западноевропейский рынок. За несколько лет Ливия стала четвертым по величине производителем нефти в мире.
Из-за нефтяных открытий Ливия за последние 10 лет перед переворотом перешла в «эру реактивных двигателей», которые приносили правительству около миллиарда долларов в год. В стране работали фирмы более 40 стран мира. После того, как Суэцкий канал был закрыт в результате арабо-израильской войны 1967 года, Ливия стала одним из основных источников поставки нефти в государства Западной Европы.
Добыча нефти дала огромный импульс ливийской экономике; тогда как годовой доход на душу населения в 1951 году составлял всего 25-35 долларов, к 1969 году он составил 2000 долларов. К 1961 году нефтяная промышленность оказывала большее влияние на ливийскую политику, чем любой другой вопрос. В 1962 году Ливия присоединилась к Организации стран-экспортеров нефти (ОПЕК) . В последующие годы ливийское государство усилило контроль над отраслью, учредив в апреле 1963 года Министерство по делам нефти, а затем Ливийскую национальную нефтяную компанию. Эта корпорация имело право осуществлять в Королевстве все виды деятельности, связанные с нефтяной промышленностью. В 1968 году они учредили «Ливийскую нефтяную компанию» («Ливиен Дженерал петролеум корпорейшн», LIPETCO) и объявили, что любые дальнейшие концессионные соглашения должны быть совместными предприятиями с LIPETCO.

### Коррупция
При короле Идрисе I в Ливии коррупция приняла масштабные формы, процветал фаворитизм. Ряд громких коррупционных скандалов затронул высшие уровни правительства. В июне 1960 года Идрис I опубликовал публичное письмо, в котором осудил безудержную коррупцию, заявив, что взяточничество и кумовство «разрушают само существование государства и его хорошую репутацию как внутри страны, так и за рубежом».
Король Идрис I использовал нефтяные деньги для укрепления семейных и племенных союзов, которые поддержали бы монархию, вместо того, чтобы использовать их для создания экономического или политического аппарата государства. По словам Вандевалле, король Идрис «не проявил реального интереса к управлению тремя провинциями как единым политическим сообществом». Режим Идриса I не имел массовой поддержки за пределами Киренаики. Его режим был ослаблен повсеместной коррупцией и кумовством в стране, а также ростом арабских националистических настроений после Шестидневной войны 1967 года.

### Свержение монархии и годы эмиграции
1 сентября 1969 года, во время нахождения на лечении в Бурсе (Турция), Идрис I был свергнут в результате переворота, организованного группой офицеров ливийской армии под руководством Муаммара Каддафи. Монархия была упразднена и провозглашена республика.
Желая вернуть власть в Ливии, король Идрис вначале пытался найти поддержку в Великобритании, однако затем отказался от этих планов.
Переворот предотвратил предполагаемое отречение короля Идриса I от трона в пользу наследника престола. Из Турции экс-король и королева отправились на корабле в Камена-Вурла, а оттуда в Египет. Находясь в отеле Камена-Вурла, 5 сентября 1969 г. экс-король Идрис в интервью с Джоном Эллисоном из «London Daily Express» заявил: «Я — человек, который стал королем Ливии не по принуждению или по наследству, а по просьбе народа и существующих представительных органов Ливии… Я согласился принять корону только в интересах народа и формирования ливийской нации».
После переворота 1969 года бывший король Идрис I был заочно предан суду Ливийского народного суда и приговорен к смертной казни 16 ноября 1971 года. Режим Каддафи изображал период правления короля Идриса и его режим как слабую, некомпетентную, коррумпированную, анахроничную и лишенную националистических взглядов, и это представление получило широкое распространение.

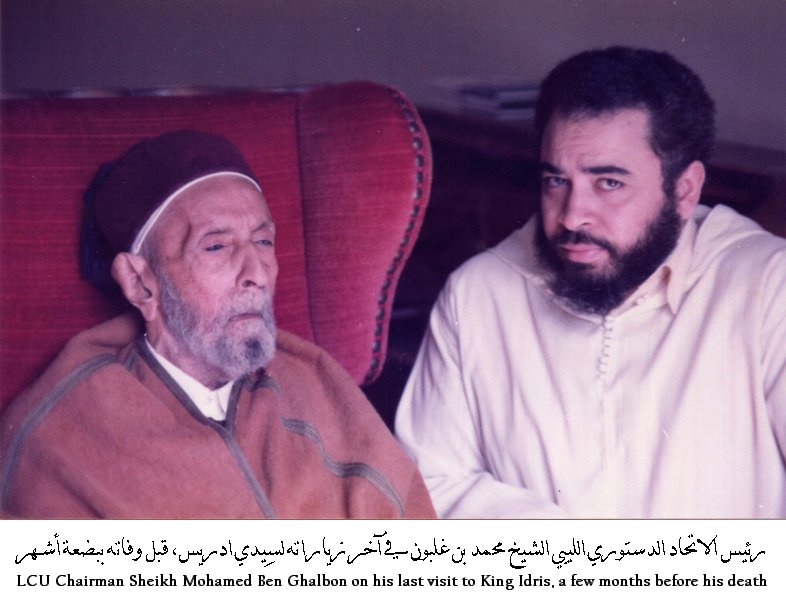
Экс-король Идрис I в эмиграции, Каир, начало 1983 г.

Следует подчеркнуть, что одной из причин провала роялистского контрпереворота являлось быстрое международное признание нового революционного командования, которое сыграло большую роль в нейтрализации ливийской монархической оппозиции восстановить прежний режим. Но, несмотря на данную ситуацию, роялисты предпринимали неоднократные попытки восстановить монархию. В 1970 году роялисты предприняли вооруженное восстание с целью свергнуть власть полковника Каддафи и вернуть к власти короля Идриса. По распространенной информации, ливийским роялистам оказывали поддержку власти Чада, а также секретные службы США, их союзников по НАТО, и Израиля, которые и в последующие годы несколько раз пытались совершить в Ливии государственный переворот, опираясь на монархические элементы в Киренаике.
С целью противостоять любым попыткам про-монархического переворота в вооруженных силах, Муаммар Каддафи создал сдерживающий батальон, который был укомплектовал исключительно из представителей племени аль-Кададфа.
В 1971 году был создан «Народный суд» для суда над членами бывшей королевской семьи, премьер-министрами и другими должностными лицами монархического режима. Судебные процессы и репрессии против монархистов продолжались в течение нескольких лет, по крайней мере до 1975 года, когда бывший король заочно был приговорен к смертной казни. В 1974 г. Ливийский суд обвинил Идриса I в коррупции.
7 апреля 1974 года египетский президент Анвар Садат предоставил бывшему королю Ливии Идрису I и его семье египетское гражданство. Агентство новостей Ближнего Востока сообщило, что 84-летний экс-король, который живет в Египте в качестве политического беженца с периода свержения с престола, попросил египетского гражданство для себя и своей семьи. Его просьба была удовлетворена «на том основании, что Египет является родиной каждого араба».

### Смерть
25 мая 1983 года экс-король Идрис I умер в больнице района Докки в Каире. Он был похоронен на кладбище Аль-Баки в саудовской Медине.

## Семья
От разных жён у Идриса родились 5 сыновей и одна дочь, однако все они умерли в младенчестве. Позднее Идрис с последней женой удочерили девочку.

## Роль Мухаммада Идриса ас-Сенуси в истории Ливии

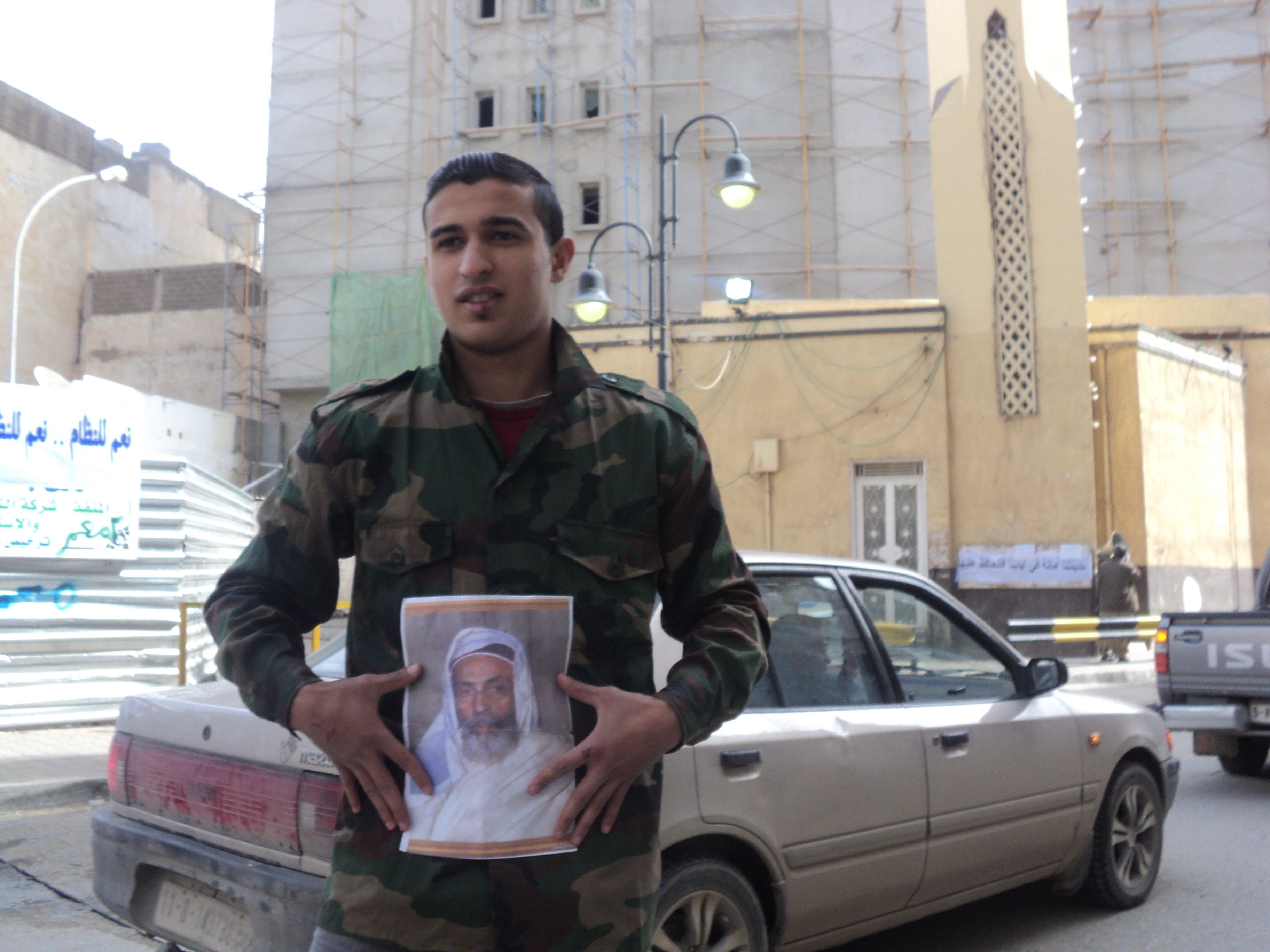
Молодой житель Бенгази с портретом короля Идриса I в период гражданской войны, 2011 г.

На основании новых источников можно сделать заключение о положительной роли эмира Мухаммада Идриса в борьбе за независимость страны. Он сумел гибко вести себя среди многочисленных и сильных кланов, претендовавших на ведущее положение в стране, но бессильных на общенациональном уровне. Он имел авторитет среди националистически настроенного населения, в основном бедуинского. Равной по значимости фигуры в то время так и не нашлось, что дало ему возможность получить власть над всей Ливией.
Идрис I характеризовался западной прессой как деятель, не лишенный мудрости, духовный вождь страны, умеренный и удачливый король, царствующий в течение многих лет в условиях стабильности. Пресса описывала режим короля как прозападную, но прежде всего как проанглийскую. Как писали на Западе, король Идрис хотел сохранить английскую авиабазу «Эль-Адем», предоставить территорию страны для обучения английских войск, сохранить английские броневики в Тобруке для подкрепления королевской гвардии.
По словам Вандевалле, монархия короля Идриса «поставила Ливию на путь политического отчуждения ее граждан и глубокой деполитизации», которая все еще характеризовала страну в первые годы двадцать первого века. Он сообщил послу США в Ливии и одному из первых ученых-исследователей, что на самом деле Идрис не хотел править объединенной Ливией.
Хотя король Идрис умер в изгнании, и большинство ливийцев родились после его правления, во время гражданской войны в Ливии многие демонстранты, выступавшие против режима Каддафи, несли портреты короля Идриса, особенно в Киренаике. Трехцветный флаг, использовавшийся в эпоху монархии, часто использовался как символ революции и был принят Переходным национальным советом в качестве официального флага Ливии.

## Титулы
- 24 декабря 1951 — 25 апреля 1963: Malik al-Mamlaka al-Libiyya al-Muttahida (Король Объединённого Ливийского Королевства);
- 25 апреля 1963 — 1 сентября 1969: Malik al-Mamlaka al-Libiyya (Король Ливийского Королевства).

## Награды
- Орден Османие (Nişan-ı Osmaniye) 1 класс (Османская империя)[116]
- Орден Меджидие (Nişan-ı Mecidiye) 2 класс (Османская империя)
- Цепь Ордена Хусейна ибн Али (Иордания)
- Орден Мухамадийя (Марокко)
- Большая лента Ордена Нила (Египет)
- Орден Почётного легиона
- Орден Независимости (Тунис)
- Национальный орден Кедра (Ливан)
- Орден «За заслуги перед Итальянской Республикой»
- Орден Спасителя (Греция)
- Рыцарь Командор Ордена Британской империи (KBE) 22.12.1946 г.
- Рыцарь Большого Креста Ордена Британской империи (GBE) 30.04.1954 г.